# Pietro Zeno
Pour le chef de la Ligue navale de 1334 et de la Croisade smyrniote de 1343, voir Pietro Zeno (mort en 1345).
Pietro Zeno, mort en 1427, est seigneur d'Andros de 1385 jusqu'à sa mort, ainsi qu'un diplomate s'étant distingué au service de la république de Venise.

## Biographie
Pietro Zeno est le fils du baile (en) vénitien de Négrepont, également nommé Pietro Zeno. Au début de l'année 1384, il épouse Petronilla Crispo, fille de Francesco Ier Crispo, dixième Duc de l'Archipel, dans le cadre de la tentative de ce dernier d'obtenir la reconnaissance vénitienne de son usurpation du trône ducal après l'assassinat de son prédécesseur, Niccolo III dalle Carceri. Selon l'accord prévu le 20 mars 1384 , Pietro devait recevoir en dot de sa femme les îles d'Andros et de Syros ; il fut finalement inféodé le 2 février 1385 de l'île d'Andros,,.
Zeno est un diplomate très habile, que l'historien de la Grèce franque, William Miller, qualifie de « diplomate d'une expérience inégalée dans la politique tortueuse du Levant », ainsi que de « diplomate le plus utile de l'époque ». Par conséquent, les Vénitiens l'emploient dans plusieurs négociations difficiles et délicates. Il joue un rôle dans les négociations qui ont vu le retour d'Argos dans la république de Venise, après son occupation par le despote byzantin de Morée, Théodore Ier Paléologue. Au lendemain de la bataille d'Ankara en 1402, il est envoyé à la cour ottomane afin de demander le soutien des Ottomans contre l'aventurier florentin Antonio Ier Acciaiuoli, ce dernier ayant récemment conquis Athènes, auparavant possession vénitienne. Jouant sur les craintes des Ottomans concernant la possibilité d'une campagne chrétienne conjointe contre eux au lendemain de leur défaite désastreuse à Ankara, il réussit à obtenir de Süleyman Çelebi un certain nombre de concessions, mentionnées dans le traité de Gallipoli, conclu en janvier ou au début de février 1403 : Venise se voit octroyer une bande de territoire sur le continent grec, en face de l'île d'Eubée, équivalente à toute la longueur de cette dernière qui, dans son intégralité, constitue une possession vénitienne ; les Sporades du Nord sont cédées aux Byzantins ; le transfert du comté de Salona aux chevaliers Hospitaliers ; le tribut prélevé sur le marquisat de Bodonitza n'est pas augmenté ; enfin, le sultan promet de restituer Athènes à Venise. En l'occurrence, cette dernière promesse resta lettre morte, et Venise fut contrainte de reconnaître la domination d'Acciaioli sur Athènes quelques années plus tard. En 1404, Zeno se rend en Angleterre, afin de demander l'aide d'Henri IV d'Angleterre, mais sans succès tangible.
Malgré sa grande capacité diplomatique et son prestige, même Zeno a du mal à manœuvrer parmi les différentes puissances concurrentes de l'époque. Syros, Paros, ainsi que d'autres îles sont laissées sans ressources et presque dépeuplées par les raids répétés des Ottomans. Andros réussit à s'en sortir relativement indemne, mais en retour, Zeno est forcé de payer un tribut et de fournir un port et un abri aux navires turcs qui s'y trouvaient. Néanmoins, en 1416, l'île est pillée et la quasi-totalité de la population est emportée par les Ottomans. À peu près à la même époque, des Albanais quittent l'Eubée pour s'installer dans la partie nord de l'île. En 1427, Pietro Zeno meurt et son fils Andrea, en mauvaise santé et père d'une seule fille, lui succède. En 1437, Andrea meurt lui aussi, et l'île est reprise par Venise, qui y installe un gouverneur jusqu'en 1440, date à laquelle sa propriété est cédée à Crusino Ier Sommaripa,. Il avait eu au moins un autre fils, Marco, qui avait reçu un fief sur Andros.